# Aldus Corporation
Aldus Corporation va ser una empresa de desenvolupament de programari estatunidenca, coneguda pel seu programari d'autoedició pioner. PageMaker, el producte més conegut de la companyia, va marcar el començament de l'era moderna dels ordinadors de taula com el Macintosh, que es va utilitzar molt a la indústria editorial. Paul Brainerd, cofundador de la companyia, va encunyar el terme autoedició per descriure aquest paradigma. L'empresa també va crear el format de fitxer Tag Image File Format (TIFF), molt utilitzat en la professió de gràfics digitals.
Aldus va ser fundada, a més de per Brainerd (que també va exercir com a president del consell de la companyia), per Jeremy Jaech, Mark Sundstrom, Mike Templeman i Dave Walter. Va ser fundada a Seattle, l'any 1984 i va ser adquirida per Adobe Systems una dècada més tard.
L'empresa va rebre el nom de l'impressor venecià Aldus Manutius del segle XV.